# سفارة باكستان في أوكرانيا
سفارة باكستان في أوكرانيا هي أرفع تمثيل دبلوماسي لدولة باكستان لدى أوكرانيا. تقع السفارة في كييف وهي تهدف لتعزيز المصالح الباكستانية في أوكرانيا.

## وصلات خارجية
- الموقع الرسمي
- قائمة سفارات باكستان
- قائمة السفارات في أوكرانيا